# Festival der Blumen in Usbekistan
Das Festival der Blumen in Usbekistan (usbekisch Gul bayrami) ist ein jährliches Frühlingsfest der Blumen in Usbekistan, das in Namangan, Taschkent, Buxoro und Samarqand stattfindet.

## Geschichte
Ähnliche Feste wurden bereits seit einiger Zeit Usbekistans durchgeführt. Viele Länder haben spezielle Feiertage für Blumen, darunter das Sonnenblumenfest in Griechenland, das Fest der Chrysanthemen in Japan, das Fest der Dahlien in Frankreich und das Fest der Rosen in Indien.
In Usbekistan ist der Ort der Veranstaltung des Blumenfestes die Stadt Namangan. Das erste Blumenfest fand in Namangan vom 24. bis 27. August 1961 statt. Seitdem wird das Fest jährlich abgehalten. Im Jahr 2019 erhielt das Fest auf Empfehlung des Präsidenten der Republik Usbekistan, Shavkat Mirziyoyev den Status eines internationalen Festivals. Daran nehmen nicht nur Vertreter Usbekistans, sondern auch anderer Länder teil. Das Festival stößt auch auf großes Interesse bei ausländischen Massenmedien und Touristen.
Dort, wo sich heute ein Park in Namangan befindet, befand sich früher die Gulzor-Straße (Blumengarten). Die Bewohner stellten aus Blumen Saft, Zucker und Blütenhonig her. Aus Blättern und Wurzeln von Blumen wurden Heilbrühen hergestellt. Als der Ruhm dieser berühmten Straße den Khan von Qoqon Khudoyar (regierte von 1845 bis 1876) erreichte, besuchte er Namangan und wählte die Gulzor-Straße für die Bebauung aus. Er siedelte die örtliche Bevölkerung in andere Siedlungen um, errichtete eine Madrasa und andere Gebäude. Im Oktober 1875 drang jedoch während der Eroberungen des Russischen Reichs die Armee in Namangan ein und funktionierte die Madrasa zur Festung um. Das Gebiet wurde in den Garten des Gouverneurs der Region umgewandelt, und 1920 übernahm die neu geschaffene lokale Regierung das Gebiet unter ihre Kontrolle und vergrößerte den Garten.
Jahr für Jahr hat das Fest seine Form und Tradition gefunden. In den nächsten drei Jahren erreichten die Gärten, die Blumenzucht und das Festival selbst ein beispielloses Ausmaß. Die Einheimischen bauten eine lange Karawane von Wagen und Autos, die mit Blumen geschmückt waren.

## Organisation des Festivals
Die Veranstalter des Festivals sind das Ministerium für Tourismus und kulturelles Erbe der Republik Usbekistan sowie die Verwaltung der Viloyat Namangan. Im Rahmen des Festivals werden festliche Wettbewerbe für Floristen durchgeführt. Unternehmen und Organisationen, die am Wettbewerb teilnehmen, konkurrieren in der Floristik.
Der Veranstaltungsort des Festivals ist der Park für Kultur und Erholung, benannt nach Babur, wo Blumen gepflanzt werden. Im Park und seiner Umgebung zeigen 250 Floristen aus verschiedenen Regionen der Republik Usbekistan sowie Vertreter von Landschaftsdesignern ausländischer Länder die Kunst der Blumenzucht auf einer 8 Hektar großen Fläche.
Nach Abschluss des Festivals werden die Teilnehmer und Wettbewerbsteilnehmer in verschiedenen Kategorien ausgezeichnet. Die Anzahl der Festivalteilnehmer wächst von Jahr zu Jahr. Die Verwaltung der Stadt Namangan veranstaltet festliche Veranstaltungen in nahen Parks, Alleen und Plätzen.
Im Jahr 2023 nahmen über 200 Unternehmen und Betriebe an dem Festival teil, die sich mit der Zucht von Blumen in verschiedenen Regionen und Städten Usbekistans befassen, sowie eine Delegation aus der Provinz Yunnan, China, die neben Blumen auch über 70 große Kompositionen präsentierte.
Laut offiziellen Angaben der Verwaltung der Viloyat Namangan besuchten über 500.000 Gäste das Festival, darunter mehr als 390.000 aus den Bezirken der Region, über 121.000 aus anderen Regionen Usbekistans und mehr als 6600 aus anderen Ländern. Die meisten Gäste kamen aus Kirgisistan – etwa 6000 Personen. Das Festival zog auch die Aufmerksamkeit von Touristen aus Russland, China, der Türkei, Bangladesch, Indien, Südkorea, den Niederlanden, Deutschland, Italien, Polen, Tadschikistan, Kasachstan und Turkmenistan auf sich. Das Festival wurde von Shavkatjon Abdurazakov, dem Gouverneur der Viloyat Namangan, dem Kulturminister Ozodbek Nazarbekov und anderen bekannten Künstlern eröffnet.
Im Rahmen des Festivals finden neben der Ausstellung von Blumenkompositionen auch verschiedene kulturelle Veranstaltungen statt, die die vielfältigen Traditionen der Region zeigen. Die Gäste können traditionelle Musikstücke hören und Volkstänze sehen. Außerdem können sie lokale Gerichte probieren und traditionelle Handwerkskunst wie Stickerei, Töpferei und Teppichweberei kennenlernen.
Neben Namangan wird das Blumenfestival jedes Jahr auch in anderen Städten der Republik durchgeführt: in Taschkent, Buxoro und Samarqand.